# Hyposmocoma liturata
Hyposmocoma liturata là một loài bướm đêm thuộc họ Cosmopterigidae. Nó là loài đặc hữu của Oahu và Hawaii. Loài địa phương ở Kona, nơi nó được tim thấy ở độ cao 4,000 feet.
Ấu trùng có lẽ ăn địa y trên đá và trên Pipturus. Ấu trùng làm kén bao quanh bằng địa y.

## Hình ảnh

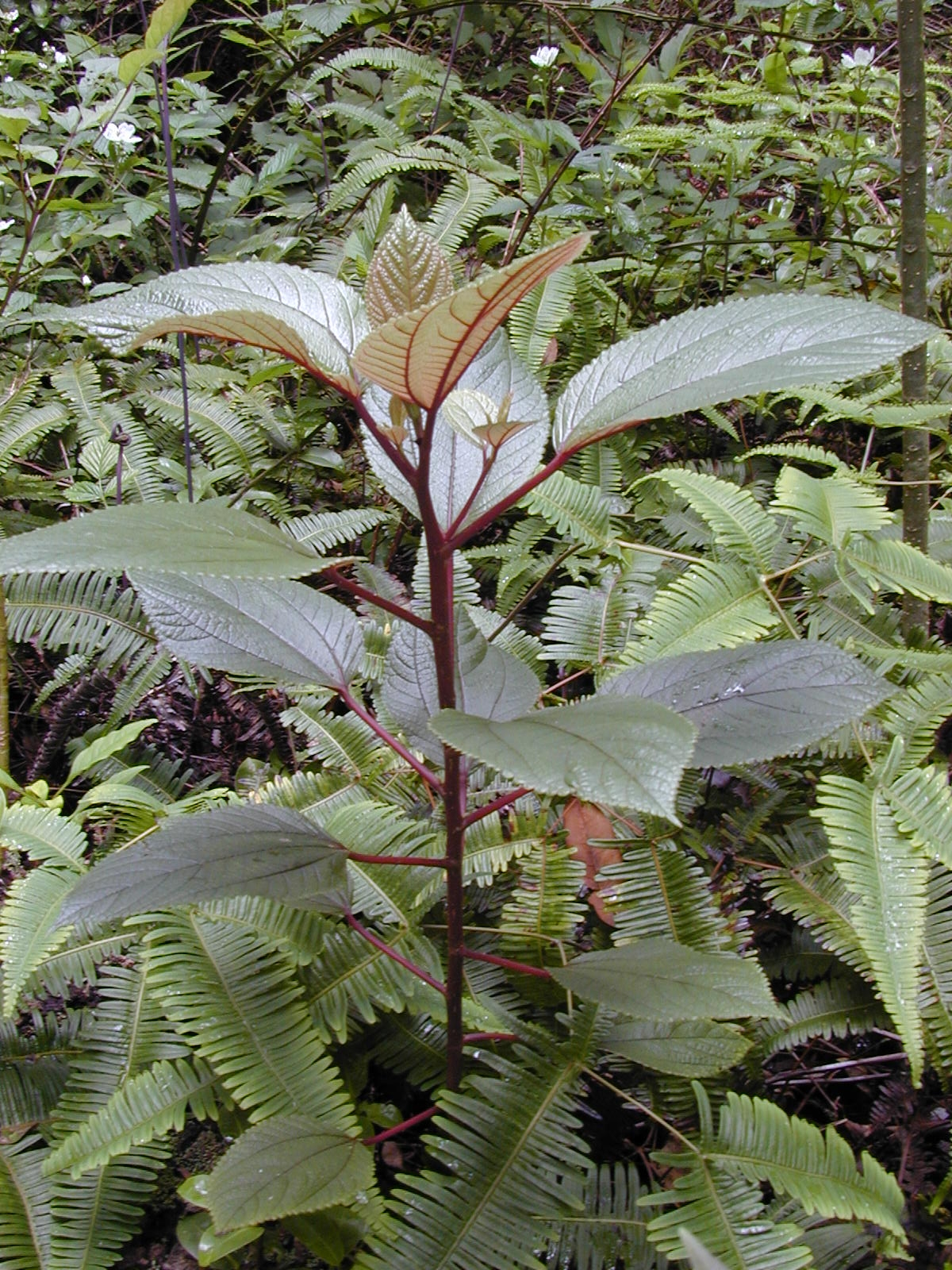